# Цифровой тенге
Цифровой тенге — это третья форма национальной валюты Казахстана. На сегодня в экономике страны уже существуют наличные и безналичные деньги. Цифровой тенге будет внедрён в качестве дополнительного плат`жного средства, то есть не заменит наличные или безналичные деньги в Казахстане, а будет сосуществовать в плат`жном обороте вместе с ними.

## Цели внедрения цифрового тенге
Инфраструктура цифрового тенге станет дополнительным инструментом для участников финансового рынка, используя который они смогут создавать инновационные сервисы. Цифровой тенге также обеспечит рост проникновения безналичных платежей по всем регионам республики и повысит доступность финансовых услуг.
Технология цифрового тенге направлена на эффективные и безопасные платежи, при которых обеспечивается защита прав потребителей платёжных услуг в соответствии с законодательством Республики Казахстан. В целях обеспечения анонимности платежей в инфраструктуре цифрового тенге будут предусмотрены соответствующие архитектурные решения.

## Выпуск Цифрового Тенге
В 2021 году Национальный банк Казахстана совместно с банками второго уровня и государственными органами начал разрабатывать техническую и правовую базу для создания цифрового тенге. С июля по декабрь 2021 года проводился первый этап внедрения проекта — создан прототип для проверки жизнеспособности концепции. В 2022 году длился второй этап, в рамках которого прототип дорабатывался и проходил тестирование. В ноябре 2022 года на Х Конгрессе финансистов ЦБ представил пилотный вариант проекта. В декабре был озвучен итоговый доклад по результатам комплексного исследования платформы. К осени 2023 года планируется провести тестирования цифровой валюты реальными потребителями.
Цифровой тенге эмитируется только Национальным Банком Республики Казахстан и является его обязательством. При этом все виды денег в Республике Казахстан будут являться равноценными. 1 цифровой тенге будет эквивалентен 1 тенге в наличной и безналичной форме. Для каждого участника платёжного оборота в любой момент будет доступна возможность свободной конвертации из цифровой в безналичную и наличную формы. Национальный Банк не рассматривает возможности начисления процентов на остатки в цифровом тенге.